# ダニエル・デ・リッデル
ダニエル・ロビン・フレデリック・デ・リッデル（Daniël Robin Frederick de Ridder、1984年3月6日 - ）は、オランダ・アムステルダム出身の元プロサッカー選手。ポジションは、フォワード。
ユダヤ教徒である。

## クラブ経歴
アヤックス・アムステルダムの下部組織出身。2004年1月のローダJC戦でトップチームデビュー。その後レギュラーを獲得するも、2005–06シーズンの構想から外れ退団を決意した。
アヤックス退団後はセルタ・デ・ビーゴ、バーミンガム、ウィガン、グラスホッパーなどオランダ国外のクラブを転々とした。
2012-13シーズンにオランダに復帰しSCヘーレンフェーンと契約を結んだ。2014-15シーズン終了後にSCカンブールを退団してから無所属の状態が続き、そのまま引退した。

## 代表歴
UEFA U-21欧州選手権に2度参加し、連覇に貢献した。

## タイトル

### クラブ
アヤックス
- エールディヴィジ: 2003–04
- ヨハン・クライフ・スハール: 2005

ハポエル・テルアビブ
- イスラエル・プレミアリーグ: 2009–10
- グヴィア・ハメディナ: 2010

### 代表
U21オランダ
- UEFA U-21欧州選手権: 2006, 2007